# 北河多香子
北河 多香子（きたがわ たかこ、1954年8月24日 - ）は、日本の女優である。徳島県徳島市出身。血液型はAB型。

## 人物・略歴
日本大学商学部卒業。
学生時代、撮影所を来訪中にたまたま受けた映画出演のオーディションにて合格し、1974年、吉田由貴子名義にて日活映画『妹』（藤田敏八監督）でデビュー。芸名を北川たか子に変更し、1981年『太陽戦隊サンバルカン』に第1話から第22話まで出演。また同作で共演した根本由美とは古くからの友人である。
同作の降板後も映画・テレビにて活動を続け、のちに芸名の漢字表記を北河多香子に変更し、現在に至る。

## 出演

### テレビドラマ
- お嫁さん （1974年、フジテレビ）※吉田由貴子名義
- 6羽のかもめ （フジテレビ）※吉田由貴子名義
  - 第14話「ひとり」（1975年1月4日）
  - 第25話「死んで戴きます」（3月22日）
- 大都会 闘いの日々 第5話「めぐり逢い」（1976年2月3日、日本テレビ）※吉田由貴子名義
- 明治の群像 海に火輪を 第10話「小村寿太郎」（1976年12月23日、NHK）
- 西遊記 第20話「猛吹雪! 三蔵狂乱」（1979年2月18日、日本テレビ）
- 柳生一族の陰謀（関西テレビ） - 佐和
  - 第29話「女忍の密書」（1979年4月17日）
  - 第31話「呪いの藁人形」（5月1日）
- Gメン'75　（TBS）
  - 第177話「結婚と離婚」（1978年10月14日） − 小林（浅井）あさ子（長女）
  - 第194話「銀嶺を行く網走脱獄囚」（1979年2月17日） − 美代子
  - 第204話「ミスター・ブー殺人事件」（4月28日）
  - 第213話「ニューカレドニアの逃亡者」（6月30日）
  - 第231話「危機一髪!車椅子の女刑事」（11月3日）
- 吉宗評判記 暴れん坊将軍 第61話「春の嵐に散った恋」（1979年4月21日、テレビ朝日） - 桜姫
- 土曜ワイド劇場(テレビ朝日)
  - 田舎刑事 まぼろしの特攻隊（1979年7月7日）
  - 京都～奈良万葉の旅連続殺人!（2002年6月1日）
  - 弁天祐美子法律事務所（2007年4月28日）
  - 100の資格を持つ女5（2011年10月15日）
- 猿飛佐助 第4話「甲賀忍法 化け返し」（1980年6月1日、日本テレビ） - 腰元 楓
- 愛さずにはいられない（1980年10月20日 - 11月7日、NHK）
- 太陽戦隊サンバルカン（1981年2月7日 - 1982年1月30日、テレビ朝日） - ゼロワン
- 火曜サスペンス劇場(日本テレビ)
  - 松本清張スペシャル・微笑の儀式（1995年3月7日）
  - 女検事・霞夕子14 早朝の手紙（1999年8月24日）
  - 赤い靴（2001年3月13日）
  - だます女だまされる女3（12月4日）
- はぐれ刑事純情派 第9シリーズ 第13話「美人ナースの死・買い物依存症の女」（1996年7月3日、テレビ朝日）
- 七星闘神ガイファード第20話「ワルキューレの罠」（1996年8月19日、テレビ東京）
- ウルトラマンティガ（1996年9月7日 - 1997年8月30日、毎日放送） - カシムラ・レイコ
- 真・女神転生デビルサマナー（1997年10月5日 - 1998年3月29日、テレビ東京）
- 金曜時代劇「物書同心いねむり紋蔵」（1998年4月3日 - 1998年9月4日、NHK）
- 兄弟（1999年3月20日、テレビ朝日）
- 月曜ドラマスペシャル(TBS)
  - 痛快!バツイチ・トリオ 女だけの便利屋事件簿3（1999年11月8日） - 三枝尚子
  - 本格派警察サスペンス「陰の季節3」（2001年12月24日）
- 金曜エンタテイメント(フジテレビ)
  - 着物デザイナー 黛涼子の推理紀行3「雪女伝説殺人事件」（2002年3月） - 小野江十和子
  - 浅見光彦シリーズ(13)「津軽殺人事件」（2001年11月30日）
  - TEAM3（2002年9月20日）
  - 浅見光彦シリーズ(15)「金沢殺人事件」（2003年2月28日）
  - 浅見光彦シリーズ(17)「秋田殺人事件」（8月22日）
  - 浅見光彦シリーズ(19)「ユタが愛した探偵」（2004年4月9日）
- 女と愛とミステリー「てのひらの闇」（2001年2月11日、BSジャパン） - ナミ
- ドラマスペシャル「ラブ・レター」（2003年6月18日、テレビ東京）
- ドラマ24 「死化粧師 」第12話「最後の決断」（2007年12月21日、テレビ東京） - 夏井朝子
- BSフジ開局15周年スペシャルドラマ 鈴木光司 リアルホラー「タクシー」（2015年3月29日、BSフジ） - 大阪のおばちゃん 役[1]

### 映画
- 妹（1974年 日活）
- 裸足のブルージン（1975年 東宝）
- ひめごころ（1976年 日活）
- キャンパス・エロチカ 熟れて開く（1976年 日活）
- 爆発! 750cc族（1976年 東映）
- 花芯の刺青 熟れた壺（1976年 日活）
- 春琴抄（1976年 東宝）
- らしゃめん（1977年 東映）
- 多羅尾伴内 鬼面村の惨劇（1978年 東映）
- 長崎ぶらぶら節（2000年 東映）